# Enpuku-ji
L'Enpuku-ji (円福寺) est un temple bouddhiste situé dans la ville de  Chōshi, préfecture de Chiba. Selon la tradition, le temple est fondé par Kūkai entre 810 et 824 et peut-être sur le site d'un ancien temple appelé Iinuma-ji. La tradition veut qu'à cette époque Kūkai construit un dōu (堂宇) bâtiment principal et dirige des services au temple. L'Enpuku-ji est la 27e station du Bandō Sanjūsankasho, circuit de temples dans l'est du Japon, consacrés à la déesse Kannon. La majorité des bâtiments dans le complexe du temple sont détruits pendant les bombardements de la Seconde Guerre mondiale.

## Trésors culturels
- Bien culturel important
  - Nyō (鐃?), un gong de bronze de l'époque de Heian utilisé pour les rituels bouddhistes. Actuellement conservé au musée national de Nara
- Propriété culturelle préfectorale de Chiba
  - Cloche du temple (梵鐘, bonshō?) de l'ère Kyōtoku 11 (11e année de l'ère Kyōtoku, 1462)
  - Shaka Nehan-zu, rouleau bouddhiste en trois parties

## Ordre du pèlerinage bouddhiste
L'Enpuku-ji est le 27e temple du Bandō Sanjūsankasho, circuit de pèlerinage de 33 temples bouddhistes de la région de Kantō à l'est du Japon, consacrés à la bodhisattva Kannon.